# Домашенко Георгій Феодосійович
Гео́ргій Феодо́сійович Домаше́нко (нар. 28 липня 1899, Київ — пом. 5 червня 1965, Київ) — український радянський архітектор.

## З біографії
Народився 16 [28] липня 1899 року в місті Києві. 1929 року закінчив Київський художній інститут, де навчався у Олександра Вербицького та Федора Кричевського.
Помер у Києві 5 червня 1965 року.

## Роботи
Серед виконаних споруд:

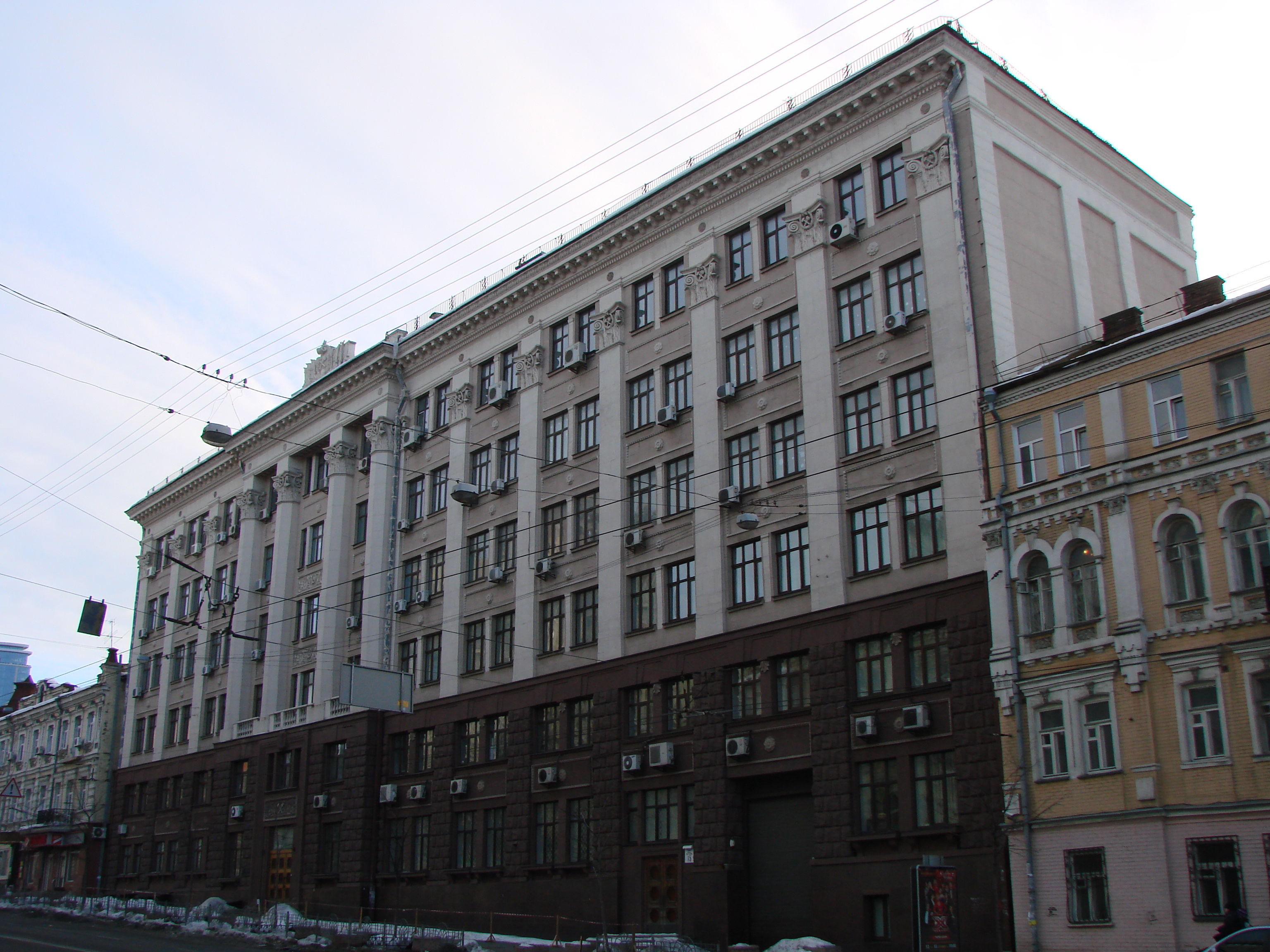
будинок «Київдіпротрансу».

- робітниче містечко «Київвокзалбуду» (1927);
- реконструкція вокзалів Сочі, Армавіра, Туапсе (1936);
- клуби в:
  - Могильові (1939—1940);
  - Боготолі (1940—1941);
  - Магнітогорську (1943);
- вібудова і реконструкція Київського залізничного вокзалу (1944—1957);
- будинок «Київдіпротрансу» на вулиці Комінтерну, 15 (1952—1957);
- міст через Південний Буг у Миколаєві (1958—1960).

Опублікув низку наукових статей з питань архітектури і будівництва.